# Ata Meken
Socjalistyczna Partia Ata-Meken (Ojczyzna) (kirg. Ата-Мекен Социалисттик Партиясы) – jedna z najstarszych kirgiskich partii politycznych, liderem której od 1994 roku jest Ömürbek Tekebajew. Zostało założone w 1992 roku. Powstało w wyniku rozłamu w partii Erkin Kyrgyzstan oraz odejścia części deputowanych wraz z ówczesnym liderem. Ugrupowanie było opozycyjne wobec byłego prezydenta Kurmanbeka Bakijewa.

## Historia

### Wybory parlamentarne w 1995 roku
W wyborach tych Ata-Maken zyskało 3 miejsca w 105-miejscowej Radzie Najwyższej. W głosowaniu tym został wybrany na swoją pierwszą kadencję Ömürbek Tekebajew.

### Wybory parlamentarne w 2000 roku
W wyniku wyborów partia utraciła dwa miejsca w parlamencie i było reprezentowane przez jednego członka.

### Wybory parlamentarne w 2007 roku
Przed wyborami doszło do utworzenia koalicji z Ak-Szumkar pod szyldem Ata-Meken. Zyskały one 8,7% (drugi wynik w skali kraju), jednak z powodu nieprzekroczenia w Osz 0,5% progu wyborczego zostały odsunięte od podziału miejsc w Radzie Najwyższej. 18 grudnia Sąd Najwyższy Kirgistanu zniósł ten wymóg. Mimo to Komisja wyborcza podtrzymała swoją wcześniejszą decyzję. W następstwie tego doszło do nieuznania rezultatów wyborów oraz ogłoszenia strajku głodowego przez około stu zwolenników Ata-Meken. Siły rządowe aresztowały około 20 osób protestujących pod hasłem "Я не верю" (Nie wierzę). Zatrzymana została również korespondentka AFP: Tołkun Namatbajewa.

### Wybory parlamentarne w 2010 roku
Do wyborów poprowadził ugrupowanie wicepremier rządu tymczasowego oraz współautor konstytucyjnych reform Ömürbek Tekebajew. Zdobyło w nich 5,49% co przełożyło się na 18 mandatów. Mimo deklaracji złożonej 30 listopada 2010 roku mówiącej o utworzeniu koalicji z Socjaldemokratyczną Partią Kirgistanu oraz partią Respublika do porozumienia nie doszło. Ostatecznie w skład rządu weszli deputowani z SDPK, partii Respublika oraz Ata Żurt. Ata-Meken stało się ugrupowaniem opozycyjnym.

### Wybory parlamentarne w 2015 roku
Ata-Meken jako pierwsza z partii dokonała rejestracji swoich list na których znalazło się 200 nazwisk. 32% z nich stanowiły kobiety, a 33% należało do mniejszości narodowych. Kirgiska Centralna Komisja Wyborcza wykreśliła z list trzech kandydatów: Sejidalija Sejidowa Akbar ogly z powodu zbyt młodego wieku, Kałybeka Eltujbasowa Eltujbasowicza w związku z poświadczeniem nieprawdy w dokumentach oraz byłego mera Osz Melisa Myrzakmatowa, który został skazany na siedem lat pozbawienia wolności za nadużycia władzy.
Po wyborach doszło do zawiązania koalicji pod przewodnictwem Socjaldemokratycznej Partii Kirgistanu. W jej skład weszły również Onuguu-Progress oraz Kirgistan. Posiadała ona 80 głosów w Radzie Najwyższej. Przed referendum w 2016 roku doszło jednak z powodu ostrego sprzeciwu wobec proponowanych zmian Ata-Meken do rozpadu koalicji. W skład nowego rządu deputowani Partii Socjalistycznej już nie weszli.
Centralna Komisja Wyborcza 1 listopada 2017 roku podjęła decyzję o przedterminowym wygaśnięciu mandatu Tekebajewa. Nastąpiło to w ostatnim z przewidzianych przez Konstytucję Kirgistanu, trzydziestym dniu od czasu ogłoszenia wyroku przez sąd. Decyzją sądu z 16 sierpnia 2017 roku został on oskarżony z powodu korupcji na karę pozbawienia wolności na okres 8 lat, konfiskatę mienia oraz zakaz pełnienia funkcji państwowych przez trzy lata od wyjścia z więzienia. Orzeczenie to zostało podtrzymane 2 października przez sąd apelacyjny. Decyzja komisji została przyjęta mimo toczącego się postępowania przed Sądem Najwyższym oraz sprzeciwu dwóch jej członków: Atyr Abdrachmatowej oraz Gulnar Dżurabajewy. Jego miejsce zajął Iskender Gaipkułow. 3 października 2017 Iskender Gajpkułow został wybrany nowym liderem partii. Siedem dni później zapadł wyrok skazujący wobec byłej prokurator generalnej Kirgistanu Aidy Saljanowej. Była ona oskarżona o nadużycie władzy w czasie sprawowanie funkcji Ministra Sprawiedliwości Kirgistanu i niezgodne z przepisami odnowienie licencji prawniczej Aleksiejowi Jelisjejewowi. Jej mandat wygasł 7 lutego 2018 roku. Jej miejsce w parlamencie zajęła Gulnara-Klara Samat. Ślubowanie złożyła 16 maja 2018 roku.
Do kolejnej zmiany w strukturach partii doszło w grudniu 2019 roku. 27 grudnia o złożeniu mandatu oraz wystąpieniu z partii poinformował ówczesny przewodniczący Ałmambiet Szykmamatow. Jako przyczynę swojej decyzji podał różnicę zdań między nim, a liderem partii Ömürbekiem Tekebajewem. Razem z nim szeregi ugrupowania opuścili: Bolot Szer, Tałant Uzakbajew, Taszbołot Bałtabajew oraz Rysbjek Mirzamatow. Po tym fakcie Tekebajew oznajmił, że jego odejście było zaplanowane już od samego początku kadencji Rady - przez 2,5 roku posłem miał być Szykmamotow, a kolejne 2,5 Nurbek Sydygalijew. Nowy deputowany zaprzeczył jednak, że miało dojść do takich ustaleń. Tego samego dnia doszło do posiedzenia partii, które miało na celu wyłonienie przewodniczącego. Początkowo rozpatrywane były dwie kandydatury: Sadyja Szer-Nijaza oraz Sajdułły Nyszanowa. W dwóch kolejnych głosowaniach zdobyli oni jednak po 5 głosów. W trzecim, tajnym głosowaniu jednogłośnie wybrana została najmłodsza posłanka VI kadencji Rady Najwyższej Ajsułuu Mamaszowa mimo tego, że początkowo sprzeciwiła się wysuwaniu własnej kandydatury.  

### Wybory parlamentarne w 2020 roku
Ata Meken wystartowało jako część koalicji o nazwie Dżangy djem (kirg. Жаңы дем; pol. Nowy oddech). Do podpisania deklaracji koalicyjnej doszło 5 kwietnia w siedzibie partii Ata Meken pod której logo będzie występowała. W spotkaniu uczestniczyli: Ömürbek Tekebajew (Ata Meken), Temir Sarijew (Ak-Szumkar), Dżanarbek Akajew (Kirgiska Liberalno-Demokratyczna Partia), dotychczasowy deputowany z ramienia SDPK Ryskjeldi Mombjekow, Tiljek Toktogazijew reprezentujący obywatelski ruch Dżangy djem oraz Azamat Tjemirkułow z koalicji zielonych. Liderem ruchu został Dżanarbek Akajew. 5 lipca Ata Meken złożyło zawiadomienie do Centralnej Komisji Wyborczej Kirgistanu o udziale w wyborach. Dwa miesiące po utworzeniu koalicji decyzję o jej opuszczeniu ogłosił Temir Sarijew.
Na zjeździe partii odbywającym się 17 sierpnia 2020 ówczesny lider Ömürbek Tekebajew wraz z Dujszünkulem Czotonowdunem oraz Asiją Sasykbajewą ogłosili decyzję o nie wzięciu w nich udziału. Ogłoszona została również lista kandydatów - "jedynką" został Dżanarbek Akajew.

## Działacze

### Deputowani VI kadencji[38]
- Ajsułuu Mamaszowa - przewodnicząca klubu parlamentarnego[30]
- Ömürbek Tekebajew - lider frakcji; został pozbawiony mandatu w 2017 roku; ponownie przywrócony 15 października 2020 roku[39],
- Iskender Gajpkułow - zastąpił Ömürbeka Tekebajewa
- Abdimuktar Mamatow - zastąpił Dżoomarta Saparbajewa[40]
- Natalia Nikitienko
- Sajdułła Nyszanow
- Gulnara-Klara Samat - zastąpiła Aidę Saljanową[26]
- Bachadyr Sulejmanow
- Nurbek Sydygalijew - zastąpił Ałmambieta Szykmamatowa[29]
- Emil Toktoszew

### Byli deputowani VI kadencji
- Dżoomart Saparbajew - zrezygnował z pełnienia funkcji 11 stycznia 2016 roku[41],
- Aida Saljanowa - 7 lutego zgodnie z wyrokiem sądu została pozbawiona mandatu[25]
- Ałmambiet Szykmamatow - złożył mandat 27 grudnia 2019 roku[27],
- Kanybiek Imanalijew - w czerwcu 2020 przeszedł do partii Mekenim Kyrgyzstan[42].
- Szer-Nijaz Sadyk - 12 października 2020 złożył mandat ustępując miejsce przywróconemu na stanowisko deputowanego Tekebajewowi[43]